# جین کار
جین کار (انگلیسی: Jane Carr؛ ‏ ۱ اوت ۱۹۰۹ – ۲۹ سپتامبر ۱۹۵۷) بازیگر اهل بریتانیا بود. وی بین سال‌های ۱۹۲۸ تا ۱۹۵۳ میلادی فعالیت می‌کرد.
از فیلم‌هایی که وی در آن‌ها نقش داشته‌است، می‌توان به تئاتر یکشنبه شب، ۳۶ ساعت، میلیون‌ها، لرد اجور می‌میرد، وای دکتر نه! و دیک تورپین اشاره نمود.